# Chářovice
Chářovice (Duits: Charschowitz) is een Tsjechische gemeente in de regio Midden-Bohemen en maakt deel uit van het district Benešov. Het dorp ligt op 10 kilometer afstand van de stad Benešov.
Chářovice telt 221 inwoners (2024).

## Geografie
Chářovice ligt aan de Chářovickýbeek. Rondom het dorp liggen drie meren: het Dunávický-, Malý Chlebský- en Velký Chlebskýmeer.

## Geschiedenis
De eerste schriftelijke vermelding van het dorp dateert van 1394.
In 1949 werd Chářovice ingedeeld bij het district Benešov.

## Voorzieningen
Chářovice beschikt over een plaatselijk brandweerkorps.

## Verkeer en vervoer

### Autowegen
Er loopt een regionale weg naar het dorp.

### Spoorlijnen
Er is geen station in het dorp. Het dichtstbijzijnde treinstation is in Týnec nad Sázavou, op 3 kilometer afstand. Dat station ligt aan spoorlijn 210 Praag - Vrané nad Vltavou - Jílovy u Prahy - Čerčany.

### Buslijnen
Er zijn twee bushaltes in en bij het dorp:
| Halte         | Lijn    | Traject(en)                                             | Vervoerder                |
| ------------- | ------- | ------------------------------------------------------- | ------------------------- |
| Chářovice, I  | 485 753 | Rabyně - Týnec nad Sázavou Týnec nad Sázavou - Neveklov | CŠAD Benešov              |
| Chářovice, II | 485 753 | Rabyně - Týnec nad Sázavou Týnec nad Sázavou - Neveklov | CŠAD Benešov CŠAD Benešov |

### Wandelroutes
Er loopt één wandelroute door Chářovice:
- Groen: Týnec nad Sázavou - Chrášt'any - Neštětice

## Galerij

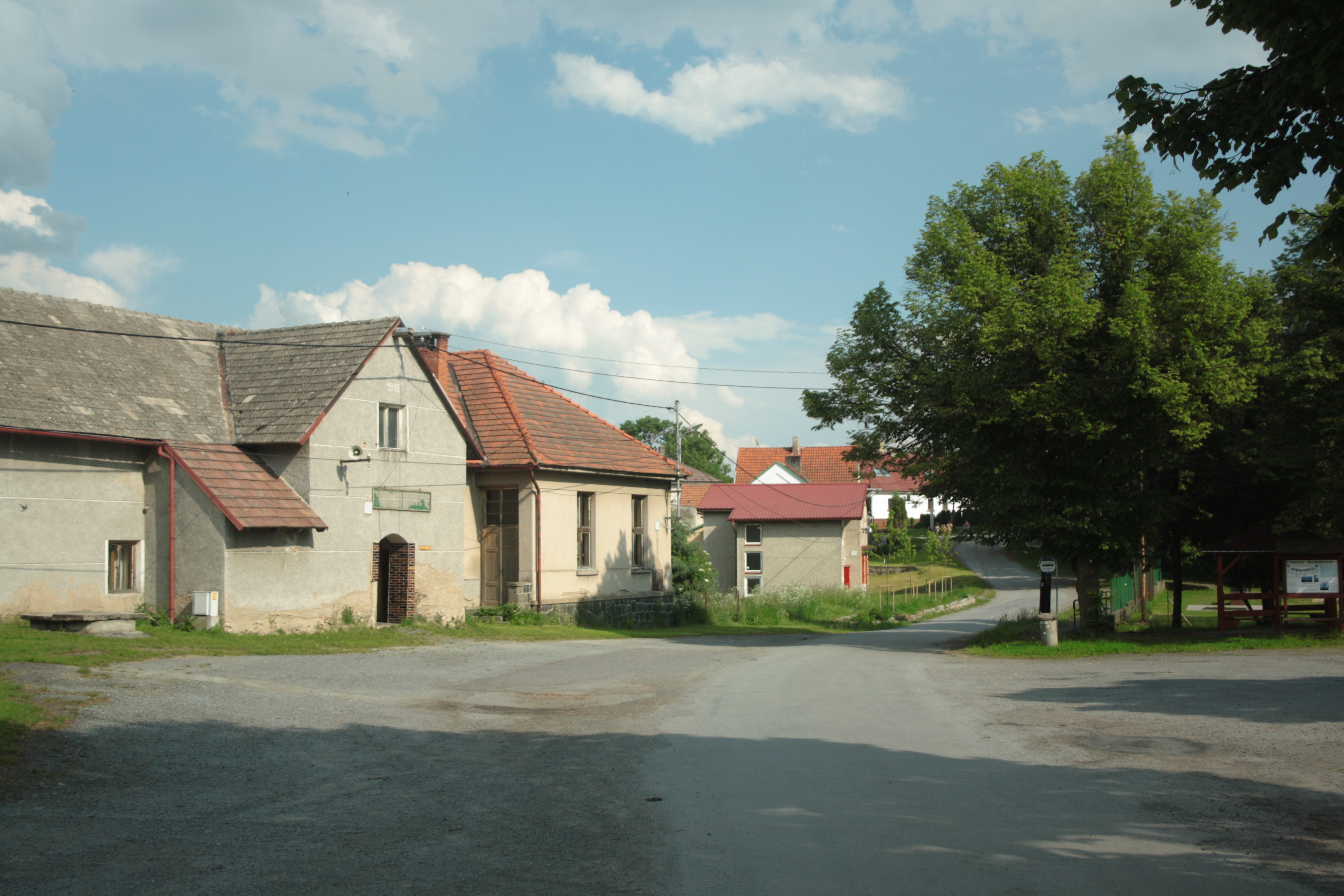
Dorpsplein (2010)
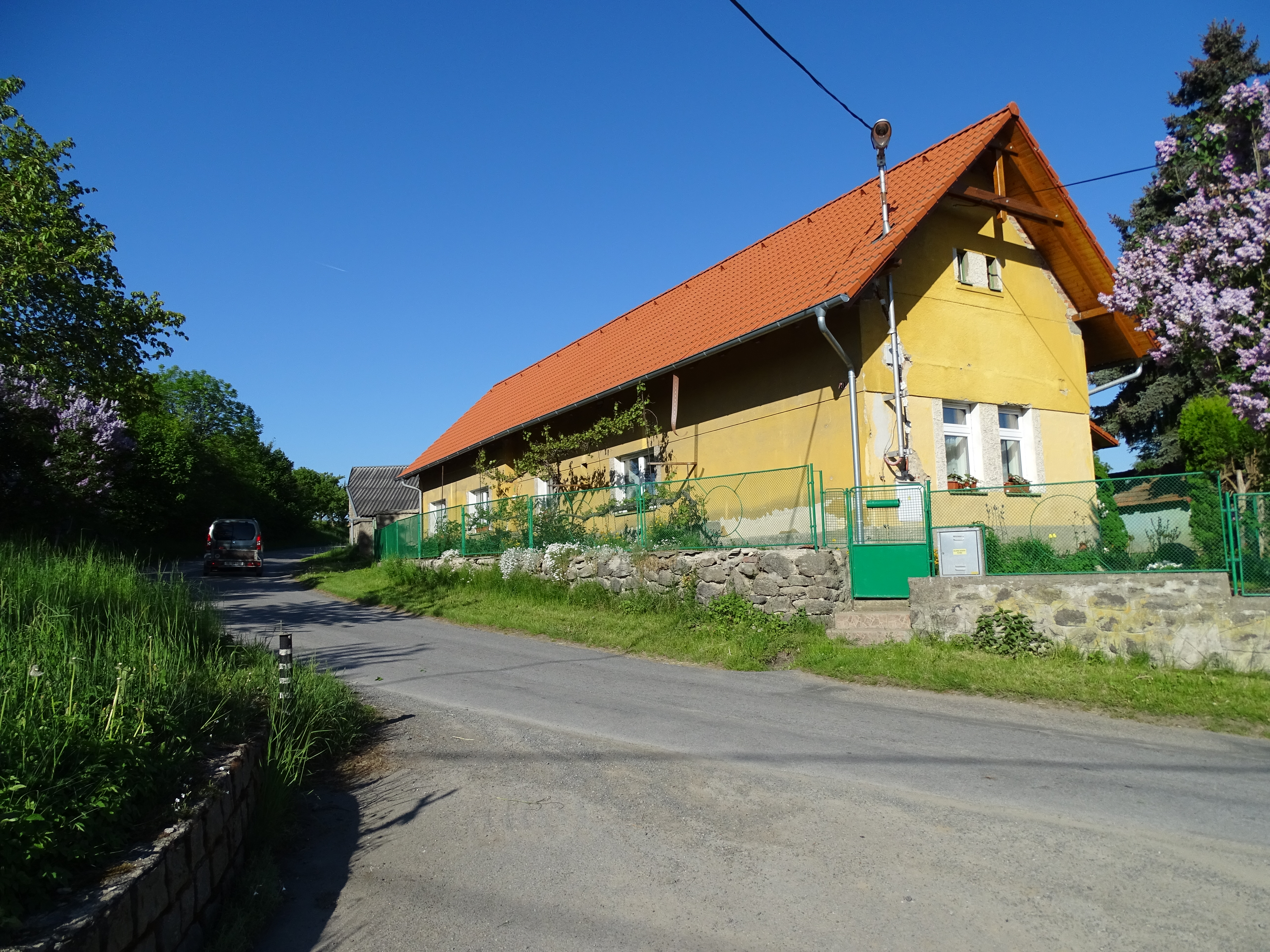
Huis in het dorp (2015)
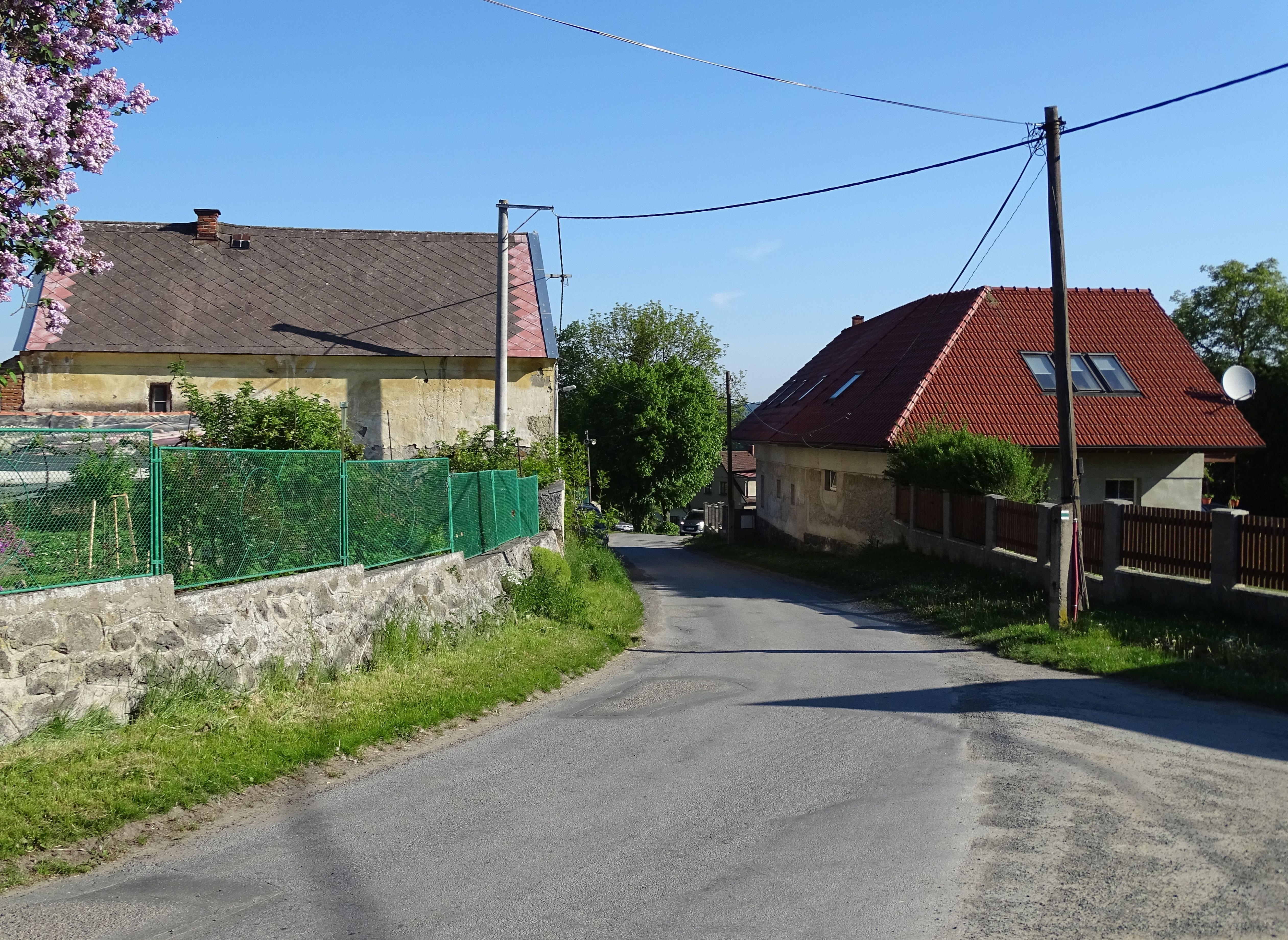
Straat in het dorp (2015)
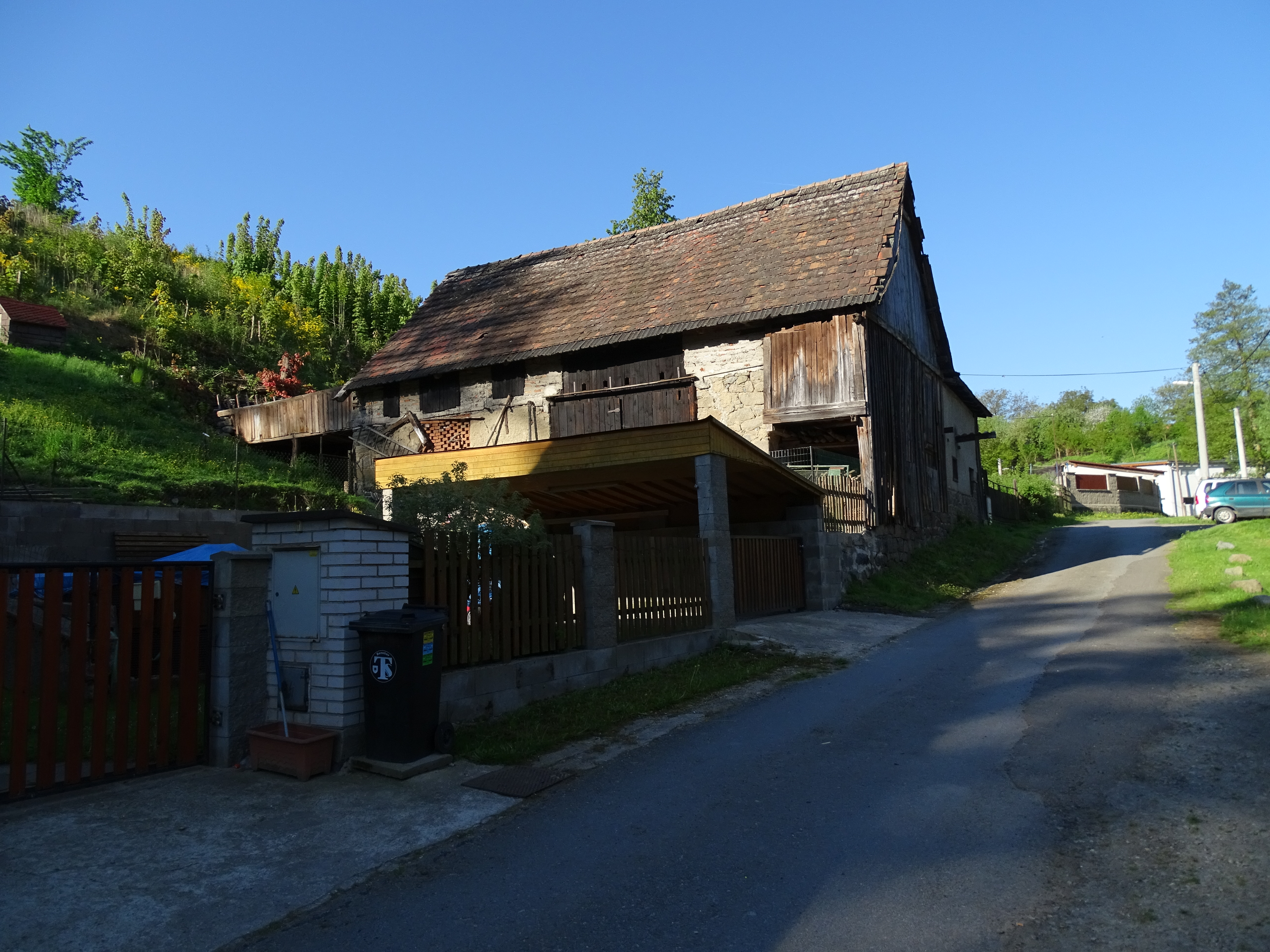
Huis in het dorp (2015)
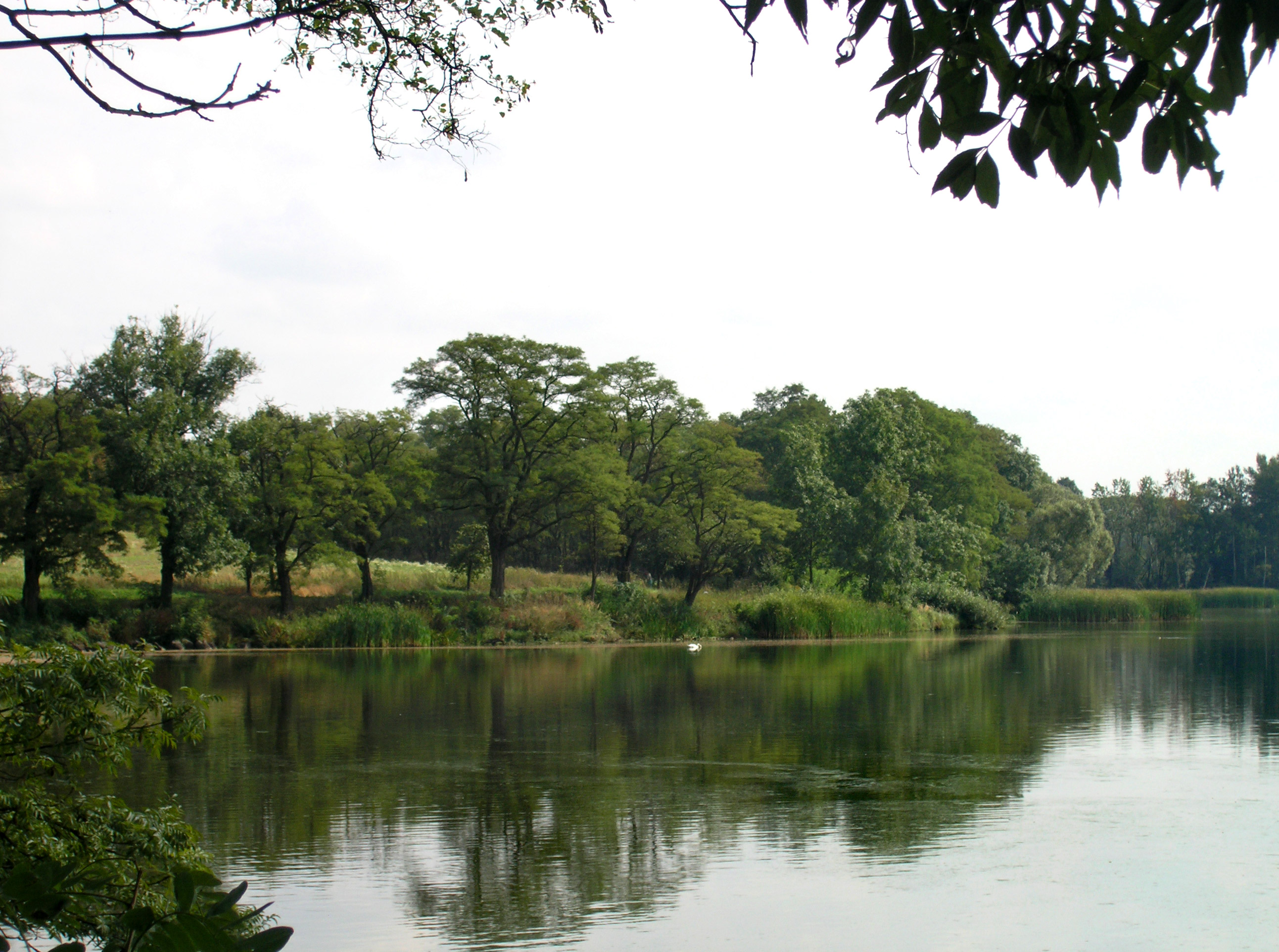
Dunávickýmeer (2009)
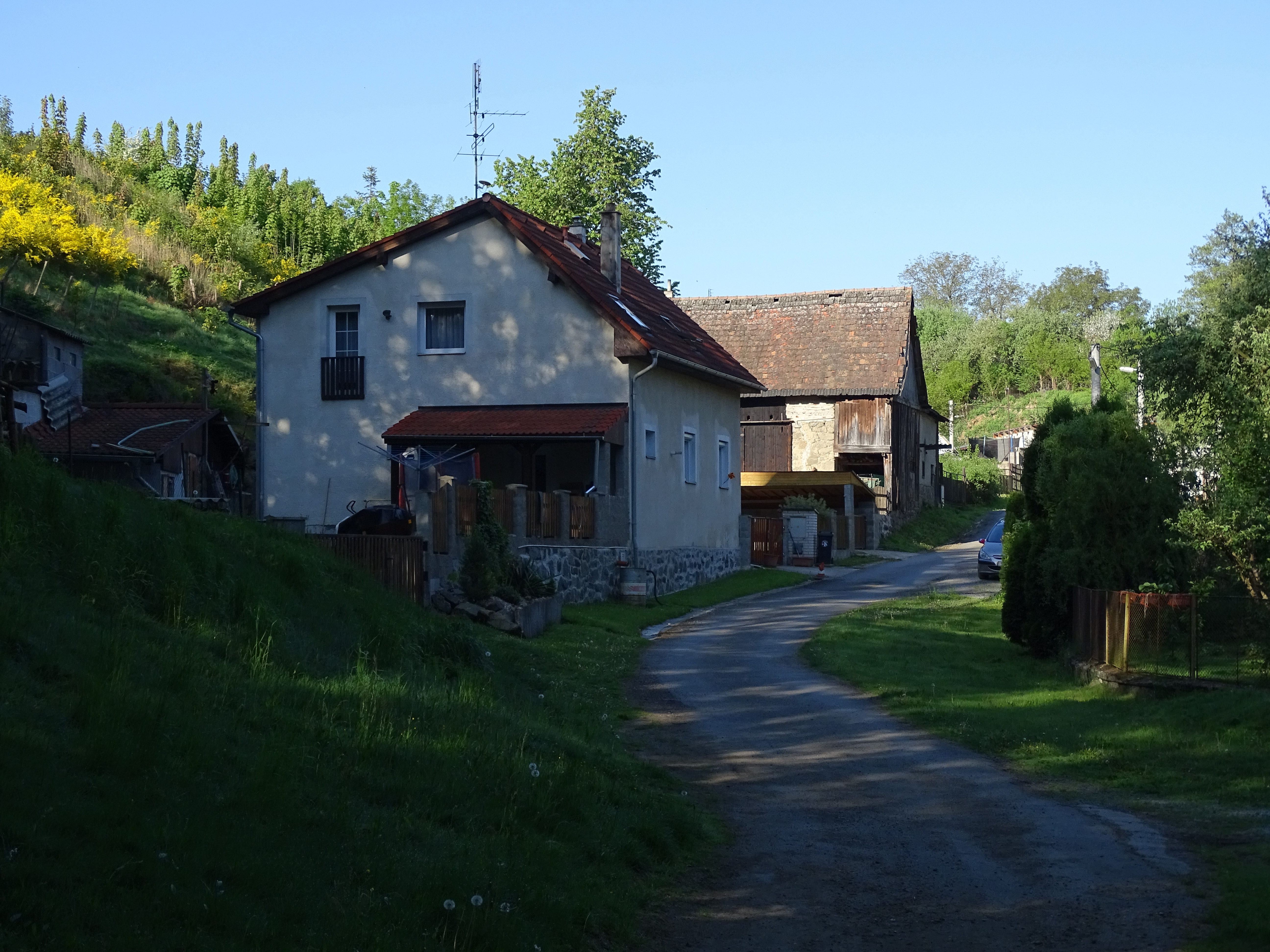
Boerderijen in het dorp (2015)
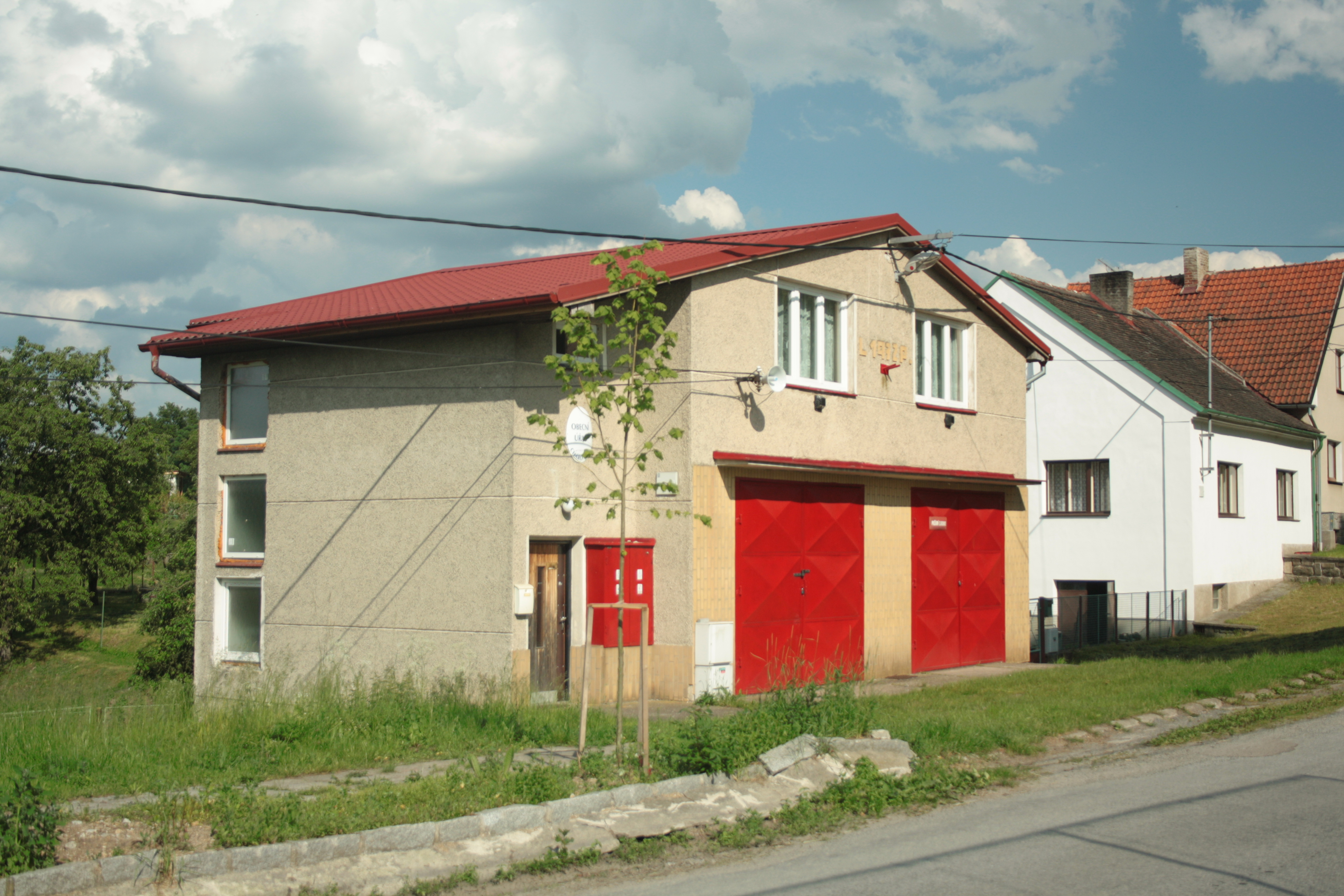
Brandweerkazerne (2010)
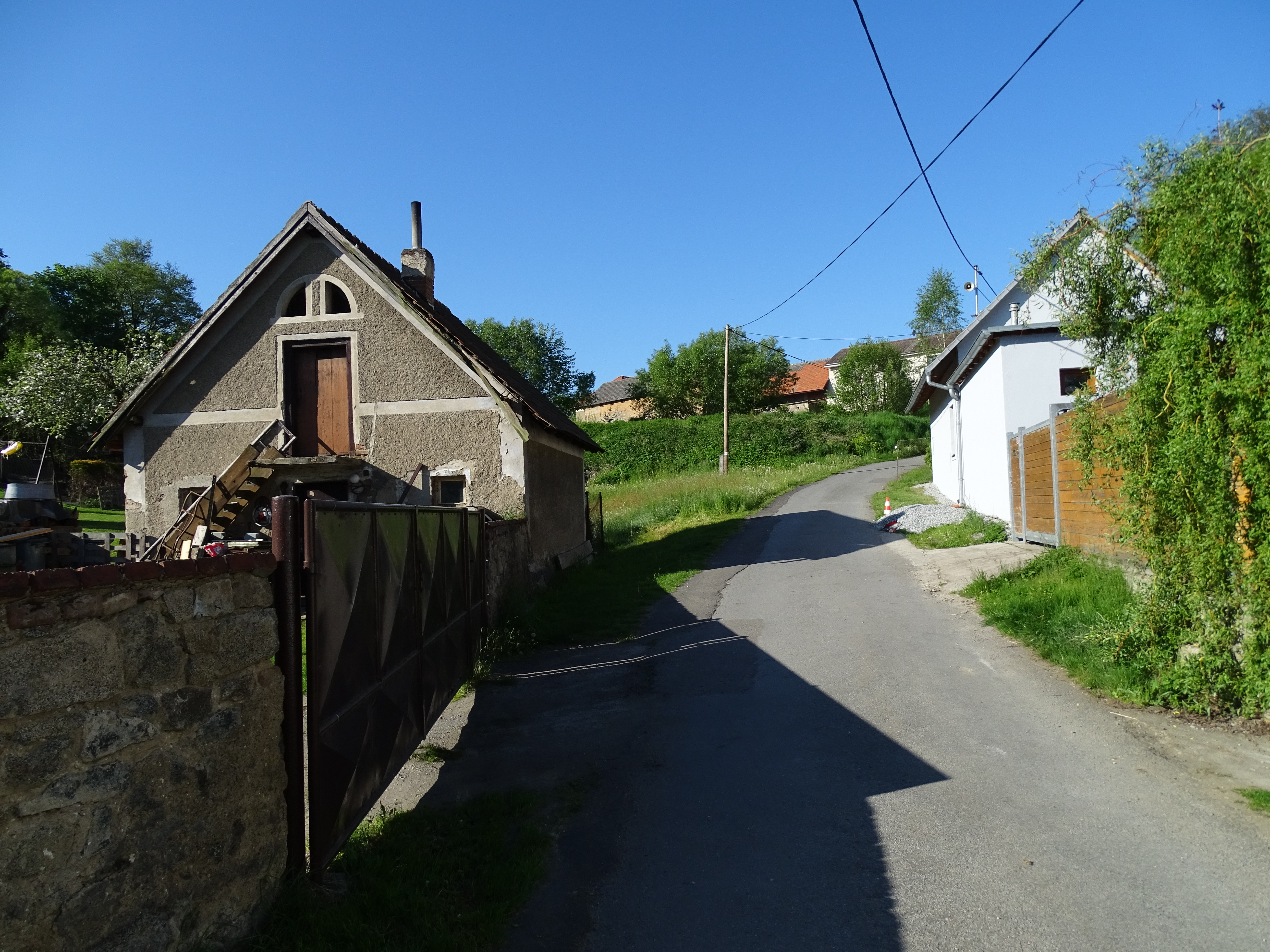
Weg door het dorp (2015)